# Papiro 118
O Papiro 118 ({\displaystyle {\mathfrak {P}}}118) é um antigo papiro do Novo Testamento que contém fragmentos dos capítulos quinze e dezesseis da Epístola aos Romanos (15:26-27,32-33; 16:1,4-7,11-12).